# Snarapjaure
Snarapjaure är en sjö i Kiruna kommun i Lappland och ingår i Torneälvens huvudavrinningsområde. Sjön har en area på 0,252 kvadratkilometer och ligger 647 meter över havet. Sjön avvattnas av vattendraget Torneälven (Kamajåkka).

## Delavrinningsområde
Snarapjaure ingår i det delavrinningsområde (757140-159999) som SMHI kallar för Ovan Snarapjåkka. Medelhöjden är 914 meter över havet och ytan är 51,75 kvadratkilometer. Det finns inga avrinningsområden uppströms utan avrinningsområdet är högsta punkten. Avrinningsområdets utflöde Torneälven (Kamajåkka) mynnar i havet. Avrinningsområdet består mestadels av kalfjäll (93 procent). Avrinningsområdet har 0,79 kvadratkilometer vattenytor vilket ger det en sjöprocent på 1,5 procent.